# Georges La Flize
Georges La Flize est un homme politique français né le 19 février 1798 à Nancy (Meurthe-et-Moselle) et mort le 4 janvier 1880 à Nancy.

## Biographie
Fils d'un lieutenant, Georges Epvre La Flize et de Marguerite Françoise Barbe Morel, Georges fait des études de droit puis devient avocat puis bâtonnier, à Nancy. Il est à la tête de la commission provisoire mise en place à Nancy après la Révolution de 1848. Il est représentant de la Meurthe en 1848 et siège à gauche. Il soutient le général Cavaignac et est arrêté après le coup d’État du 2 décembre 1851, en 1852 puis libéré. Il devient un opposant au Second Empire et reprend son métier d'avocat. Il est membre en 1848 puis vénérable de la loge maçonnique Saint Jean de Jérusalem à Nancy mais évincé en 1855 par le préfet qui le voit comme un « socialiste ». En 1864, il redevient vénérable la loge. Il fonde en 1869 le comité républicain avec Antoine Viox et Albert Berlet. Il est de nouveau député de Meurthe-et-Moselle de 1871 à 1876, siégeant à gauche. Sa fille, Claire Philadelphe Berthe a épousé Albert Bertlet.

## Sources
- Jean El Gammal, François Roth et Jean-Claude Delbreil, Dictionnaire des Parlementaires lorrains de la Troisième République, Serpenoise, 2006 (ISBN 2-87692-620-2 et 978-2-87692-620-2, OCLC 85885906, lire en ligne), p. 160